# Parlando Verlag
Der Parlando Verlag war ein deutscher Hörbuchverlag mit Sitz in Berlin. Er wurde im Jahr 2000 vom Ehepaar Waltraut und Christian Brückner gegründet und verlegte vor allem Hörbücher, die von Christian Brückner eingesprochen wurden.

## Geschichte
Der Schauspieler und Synchronsprecher Christian Brückner arbeitete bereits seit Anfang der 1970er Jahre im Bereich Hörspiel, Fernsehfeature und Literaturlesung. Im Jahr 2000 gründete er gemeinsam mit seiner Frau Waltraut einen eigenen Hörbuchverlag. Die Idee, Hörbücher zu produzieren, kam dem Ehepaar in den 1980er Jahren während eines zweijährigen USA-Aufenthalts. Während Christian Brückner die Hörbücher einsprach, war Waltraut Brückner für Buchhaltung und Auswahl der Neuerscheinungen verantwortlich und führte Regie.
Nach den vorigen Vertriebspartnern Hoffmann und Campe und Random House Audio war der Argon Verlag seit Juli 2015 für Vertrieb und Marketing zuständig. Im Januar 2017 übernahm Argon den Parlando Verlag. Für die Programmgestaltung blieben weiterhin Waltraut und Christian Brückner verantwortlich. Nach 200 Produktionen verkündeten Waltraut und Christian Brückner im Jahr 2022 das Ende des Verlages. Als Grund nannten sie veränderte Nutzungsgewohnheiten durch Streaming, durch die der Hörerkreis für anspruchsvolle Produktionen  abgenommen habe.

## Programm
Das Programm des Parlando Verlags war breit gefächert: Prosa, Lyrik und politische Literatur, die laut Laudatio zum Hörbuchpreis „dem literarischen Gespür des Vorlesers Christian Brückner entspricht, […] seine Leselust weckt und seine Lesekunst inspiriert“. Dieser erläuterte: „Es muss ein Text sein, der dem Leben der Menschen etwas hinzufügt, ihr Denken anregt oder erweitert. […] Er muss uns erfüllen“. Häufig waren es auch „Texte, die sich von vornherein dem breiten Erfolg zu versperren scheinen“.
Ein Schwerpunkt des Parlando Verlags lag im Bereich der amerikanischen Literatur. Zu den verlegten Autoren gehörten Herman Melville (Bartleby, Billy Budd), John Updike, James Salter, Don DeLillo (Cosmopolis, Falling Man, Der Omega-Punkt, Der Engel Esmeralda), Raymond Chandler, Raymond Carver und Denis Johnson (Der Name der Welt). Bereits seit 2005 produzierte der Verlag Hörbücher der Kanadierin Alice Munro, die 2013 den Nobelpreis für Literatur erhielt (Der Bär kletterte über den Berg, Tricks, Wozu wollen Sie das wissen?, Zu viel Glück, Liebes Leben). Die letzten beiden Produktionen waren 2022 Der Passagier und Stella Maris von Cormac McCarthy.
Klassiker der europäischen Literatur wie Joseph von Eichendorff (Aus dem Leben eines Taugenichts), Friedrich Hölderlin (Hyperion), Adalbert Stifter (Brigitta), Gustave Flaubert (Madame Bovary), Joseph Conrad (Herz der Finsternis), Tschechow, Arthur Schnitzler (Traumnovelle), Rainer Maria Rilke (Die Aufzeichnungen des Malte Laurids Brigge), Franz Kafka (Der Prozess) und Walter Benjamin (Das Kunstwerk im Zeitalter seiner technischen Reproduzierbarkeit) gehörten ebenso zum Verlagsprogramm wie Lyrik-Anthologien von Novalis, Ossip Mandelstam, Paul Celan, Gottfried Benn oder Dschelaleddin Rumi.
Im Jahr 2005 erhielt der Parlando Verlag für sein Gesamtprogramm den Deutschen Hörbuchpreis in der Kategorie Das besondere Hörbuch.